# Kongregation der Töchter des Herzens Jesu

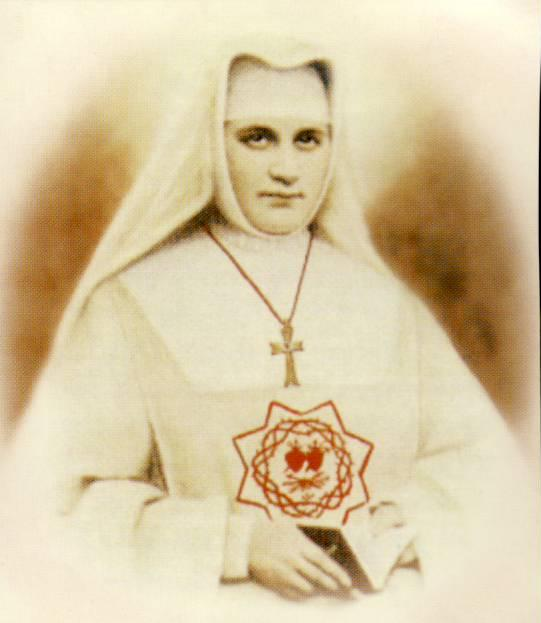
Die Gründerin Marie de Jésus Deluil-Martiny

Die Kongregation der Töchter des Herzens Jesu (französisch Société des Filles du Sacré Cœur, niederländisch Dochters van het Heilig Hart van Jezus) ist eine Gemeinschaft von kontemplativen Ordensschwestern.

## Geschichte
Die Kongregation wurde von Marie de Jésus Deluil-Martiny im Herbst 1872 zu Berchem bei Antwerpen gegründet. Kennzeichen der neuen Kongregation war die besondere Verehrung des Herzens Jesu und des Altarsakramentes. Am 2. Februar 1876 wurden die ersten Konstitutionen von Kardinal-Erzbischof Victor-Augustin-Isidore Dechamps approbiert. Am 17. August 1878 wurde den Schwestern die neu errichtete Herz-Jesu-Basilika in Antwerpen-Berchem anvertraut. Dort legten die ersten Schwestern der Kongregation am 22. August 1878 die Ordensgelübde ab. Mutter Marie de Jésus Deluil-Martiny konnte in den folgenden Jahren mehrere Häuser für ihre Kongregation gründen. Am Aschermittwoch des Jahres 1884 wurde sie durch einen französischen Anarchisten im Haus der Kongregation in La Servianne ermordet.
Am 25. Februar 1888 erhielt die Kongregation ein Decretum laudis. Endgültig wurde sie am 2. Februar 1902 bestätigt.

## Ordensleben
Die Schwestern pflegen die eucharistische Anbetung und leben in strenger Klausur. Es gibt Niederlassungen in Rom (Mutterhaus), Venedig, Hall in Tirol, Lasinja (eine Neugründung im Jahre 2007) und Schwyz. Im Jahre 2013 wurde die Niederlassung in Berchem-Antwerpen, wo der Orden gegründet wurde, geschlossen.
Die Ordenstracht ist weiß mit Zingulum und Skapulier (weswegen sie im Volksmund auch „Weiße Tauben“ genannt werden). In das Skapulier sind die Herzen Jesu und Mariä in einer Dornenkrone eingestickt.